# 7109 Гайне
7109 Гайне (7109 Heine) — астероїд головного поясу, відкритий 1 вересня 1983 року.
Тіссеранів параметр щодо Юпітера — 3,351.